# (32621) Talcott
Pour les articles homonymes, voir Talcott.
(32621) Talcott est un astéroïde de la ceinture principale.

## Description
(32621) Talcott est un astéroïde de la ceinture principale. Il fut découvert le 8 septembre 2001 à l'observatoire Goodricke-Pigott par Roy A. Tucker. Il présente une orbite caractérisée par un demi-grand axe de 2,58 UA, une excentricité de 0,05 et une inclinaison de 16,0° par rapport à l'écliptique.